# Chicago Grand Prix
Il Chicago Grand Prix è stato un torneo di tennis maschile giocato sul sintetico indoor. 
Faceva parte del Grand Prix e si giocava a Chicago nell'Illinois negli USA dal 1985 al 1987.

## Albo d'oro

### Singolare
| Anno      | Vincitore     | Finalista       | Punteggio     |
| --------- | ------------- | --------------- | ------------- |
| 1973      | Tom Okker     | John Newcombe   | 3–6, 7–5, 6–3 |
| 1974      | Stan Smith    | Marty Riessen   | 3–6, 6–1, 6–4 |
| 1975      | Roscoe Tanner | John Alexander  | 6–1, 6–7, 7–6 |
| 1976-1984 | Non disputato |                 |               |
| 1985      | John McEnroe  | Jimmy Connors   | Walkover      |
| 1986      | Boris Becker  | Ivan Lendl      | 7–6, 6–3      |
| 1987      | Tim Mayotte   | David Pate      | 6–4, 6–2      |
| 1988-1990 | Non disputato |                 |               |
| 1991      | John McEnroe  | Patrick McEnroe | 3–6, 6–2, 6–4 |

### Doppio
| Anno      | Vincitori                          | Finalisti                        | Punteggio               |
| --------- | ---------------------------------- | -------------------------------- | ----------------------- |
| 1973      | Owen Davidson John Newcombe        | Gerald Battrick Graham Stilwell  | 6–7, 7–6, 7–6           |
| 1974      | Tom Gorman Marty Riessen           | Brian Gottfried Raúl Ramírez     | 4–6, 6–3, 7–5           |
| 1975      | John Alexander Phil Dent           | Mike Cahill John Whitlinger      | 6–3, 6–4                |
| 1976-1984 | Non disputato                      |                                  |                         |
| 1985      | Johan Kriek Yannick Noah           | Ken Flach Robert Seguso          | 3–6, 4–6, 7–5, 6–1, 6–4 |
| 1986      | Ken Flach Robert Seguso            | Eddie Edwards Francisco González | 6–0, 7–5                |
| 1987      | Paul Annacone Christo van Rensburg | Mike De Palmer Gary Donnelly     | 6–3, 7–6                |
| 1988-1990 | Non disputato                      |                                  |                         |
| 1991      | Scott Davis David Pate             | Grant Connell Glenn Michibata    | 6–4, 5–7, 7–6           |